# Stemma di Sesto San Giovanni
Lo stemma della città di Sesto San Giovanni è costituito da uno scudo sannitico di colore bianco al cui interno è rappresentato un castello con due torri unite da un compasso. Lo scudo è contornato da rami d'ulivo e di quercia legati da un nastro rosso ed è timbrato da una corona da città.

## Blasonatura
Stemma

Gonfalone della città

Bandiera della città

La blasonatura dello stemma, riconosciuto con decreto del Capo del governo del 3 luglio 1930, è indicata nell'articolo 2, comma 3 dello Statuto della Città di Sesto San Giovanni:
Gonfalone
La descrizione del gonfalone, articolo 2, comma 4 dello Statuto, è la seguente:
Bandiera
La descrizione della bandiera, articolo 2, comma 5 dello Statuto, è la seguente:

## Storia
Lo stemma di Sesto San Giovanni compare per la prima volta sui documenti ufficiali all'epoca dell'Unità d'Italia, esso è molto simile a un'arma in cui è rappresentato un castello a tre torri e che si trova al centro di un grande camino posto all'interno della Villa Puricelli Guerra. I Puricelli Guerra si erano sino ad allora distinti non solo per lo sviluppo pre-industriale, ma anche per la loro partecipazione all'amministrazione del comune. La forma originaria presentava uno scudo contornante un castello a due torri unite da un compasso. Quest'ultimo è quasi sempre presente negli stemmi dei comuni che hanno la parola sesto all'interno del nome (Sesto Calende, Sesto Fiorentino): infatti sia il compasso che il sestante servono a misurare le distanze (come riporta anche Dante in Paradiso, XIX, 40) rendendo quindi l'emblema uno stemma parlante. Nel 1868 scompare lo scudo e vengono introdotti due rami di quercia e alloro uniti nella parte inferiore. Nel 1920 il castello viene collocato all'interno di una doppia corona circolare e i due rami non risultano più uniti. Nel 1930 lo stemma subisce nuovi cambiamenti: torna lo scudo, sormontato da una corona a nove punte (la corona muraria da Comune) e le torri del castello risultano di un solo piano, quindi più basse. Nel 1933 viene imposto l'inserimento del capo del Littorio, che scomparirà nel 1945. L'ultima variazione avviene il 10 aprile 1954 in occasione del conferimento, con D.P.R. del 10 aprile 1954, a Sesto San Giovanni del titolo di città: la corona da Comune, «corona d'argento, murata di nero, con 4 “pusterle” (3 visibili), con cordonature a muro sui margini, sostenente un muro aperto da 16 porte», viene sostituita da quella da Città: «corona (o “cerchia turrita”) d'oro, formata da un cerchio d'oro con 8 “pusterle” (porte, 5 visibili), cordonata a muro, sostenenti 8 torri d'oro (5 visibili) unite da cortine di muro d'oro».
Attualmente l'utilizzo dello stemma nella comunicazione ufficiale è sottoposto ad un manuale d'immagine coordinata; dello stemma è stata semplificata la grafica ridisegnandolo in maniera più marcata; inoltre il logo può essere utilizzato in tre versioni:
- a colori
- in bianco e nero
- blu.

Secondo quanto riportato nel manuale, lo stemma (se ha una dimensione minima, in larghezza, di mm 3,5) deve sempre essere accompagnato dal logotipo, formato dalla scritta “Città di Sesto San Giovanni” seguita a capo da “Medaglia d'Oro al Valor Militare”, in carattere Trajan Pro, disposta sulla destra dello stemma. Se viene utilizzata una versione dello scudo larga meno di mm 3,5 si usa solo “Città di Sesto San Giovanni” in normali caratteri da stampa.